# زیارت سیدسلیمان
زیارت سیدسلیمان، روستایی در دهستان تخت بخش تخت شهرستان بندرعباس در استان هرمزگان ایران است.

## شجره نامه امامزاده و مشخصات روستای زیارت
طبق اسناد و شجره نامه امام زاده سید سلیمان و تأیید دانشکده انصاب قم این امامزاده از نسل شانزدهم امام سجاد (ع) می باشد و از این رو قدمت روستا به هشتصد سال قبل برمی گردد.از نظر جغرافیایی درچهار طرف این روستا رودخانه هایی وجود دارند که در فصل بارندگی طغیان کرده و راه های ارتباطی روستا را مسدود می کند . از این رو در سال های اخیر روستا به سمت شمال توسعه یافته است.اقتصاد مردم این روستا بر پایه کشاورزی و دامداری است و محصولات قابل کشت در این منطقه شامل صیفی جات ، بادنجان ، گوجه فرنگی، پیاز، فلفل، پندال(فندال) و هندوانه می باشد.

## جمعیت
بر پایه سرشماری عمومی نفوس و مسکن در سال ۱۳۹۵، جمعیت این روستا برابر با ۹۸۳ نفر (۲۹۱ خانوار) بوده‌است.